# Ernesto Manuel Geraldes de Melo e Castro
EM de Melo e Castro, seudónimo de Gerardo Manuel Ernesto de Melo e Castro, (Covilhã, Portugal; 1932 - São Paulo, Brasil; 29 de agosto de 2020) fue un ingeniero, escritor, poeta experimental, crítico, ensayista y artista visual portugués.

## Bioɡrafía
Diplomado en Ingeniería Textil por la Universidad de Bradford, en 1956 fue profesor de Diseño Textil en el Instituto Superior de Arte, Diseño y Marketing. A su iniciativa se debe publicar en el Diario de Fundão y Luanda noticias, páginas especiales dedicadas a la poesía experimental, y fue también uno de los organizadores del segundo libro de Poesía experimental y otras publicaciones como La Hydra y Operación de la E. En 1998 recibió su doctorado en Literatura en la Universidad de São Paulo, donde ejerció como profesor. Estuvo casado con la escritora María Menéres Alberta y es padre de la cantante Eugenia Melo e Castro.